# Sybra odiosa
Sybra odiosa là một loài bọ cánh cứng trong họ Cerambycidae.